# Franky Van der Elst
Pour les articles homonymes, voir Vanderelst.
Franky Van der Elst, né le 30 avril 1961 à Ninove en Belgique, est un ancien footballeur international belge devenu entraîneur. 
En mars 2004, il a été choisi par Pelé comme étant l'un des 125 plus grands footballeurs vivants.

## Biographie
Formé au RWD Molenbeek, Franky Van der Elst est devenu un des monuments du FC Bruges et du football belge en général. Il dispute 567 matchs en division 1 (dont 461 avec Bruges, un record), 78 matchs de coupe d'Europe, 65 matchs de coupe de Belgique et 8 supercoupe. Il est également sélectionné 86 fois avec les diables rouges. Il dispute quatre coupes du monde en 1986, 1990, 1994 et 1998. Il remporte également à deux reprises le Soulier d'or en 1990 et 1996 qui récompense le joueur de l'année dans le championnat de Belgique. 
En 1999, il met un terme à sa carrière de footballeur et devient entraîneur. En 2005, il revient au FC Bruges comme entraîneur assistant. Le 28 janvier 2007, il est remercié à la suite des mauvais résultats du club.
Il entraîne ensuite le FCM Brussels S de janvier à juin 2008, puis le KVSK United de juillet 2009 à juin 2011. Le 2 septembre 2011, il est engagé par Saint-Trond (qui après un départ calamiteux s'est séparé de Guido Brepoels).
Cependant, il ne parvient pas à maintenir le club en Jupiler Pro League et met fin à sa collaboration avec le club.
Le 28 mai 2014, il devient le nouvel entraineur du KSV Roulers. En 2016, il annonce son retrait de ce poste.
Il devient plus tard l'adjoint de Gert Verheyen chez les U19 belges avant de le suivre au KV Ostende, toujours en tant qu'adjoint, pour la saison 2018-2019.

## Palmarès comme joueur
- avec le FC Bruges :
  - 5 fois champion de Belgique avec le FC Bruges : 1988 - 1990 - 1992 - 1996 - 1998
  - 4 fois vainqueur de la coupe de Belgique avec le FC Bruges : 1986 - 1991 - 1995 - 1996
  - 8 fois vainqueur de la Supercoupe de Belgique avec le FC Bruges : 1986 - 1988 - 1990 - 1991 - 1992 - 1994 - 1996 - 1998
  - Soulier d'or 1990 et 1996.
  - Prix du Fair-Play en 1997.

- avec la Belgique :
  - Demi-finaliste de la Coupe du monde 1986